# Javier Burillo Azcárraga
Javier Burillo Azcárraga (Ciudad de México , 19 de septiembre de 1961) es un empresario, filántropo e inversionista mexicano.  Hijo de Carmela Azcárraga y Alejandro Burillo, el más joven de 6 hermanos incluidos Carmela, Alejandro, Jorge, Emilio y Patricia y nieto de Emilio Azcárraga Vidaurreta.

## Primeros Años De Vida Y Educación
Al crecer en la Ciudad de México, Javier asistió al Instituto Irlandés, una escuela privada católica.
Durante su adolescencia, Javier se trasladó a la Academia Tabor en Marion, Massachusets, donde aprendió habilidades marinas y náuticas.
Al graduarse del bachillerato, Javier estudió administración de empresas en Menlo College en Atherton, California, allí desarrolló habilidades de administración y negocios estratégicos. También estudió hospitalidad en el Conrad N Hilton College of Global Hospitality Leadership.
Javier Burillo se matriculó en varios cursos de gestión empresarial y hotelera para mejorar sus habilidades en la industria hotelera en la universidad de Harvard.

## Actividades y Carrera
Javier Burillo Azcárraga comenzó su carrera hotelera en el Hotel Ritz Acapulco en el cual llegó a ser gerente y posteriormente fundó el grupo "Burillo Hospitality".
A lo largo de su carrera, fue propietario y administrador de Cheers en Acapulco, La Cava Restaurant, Salón Q, Magic night club, The Fish Market en la Ciudad de México, Casa de Campo en Cuernavaca y Casa de Campo en la Ciudad de México.
El éxito de Javier en la industria de la hotelería y turismo lo llevaron a invertir en otras empresas comerciales, incluidas Camper and Nicholson, una de las empresas de corretaje de megayates más grandes.
En 1997 inauguró el Hotel de lujo Las Ventanas al Paraíso en Cabo San Lucas.
Es el fundador y presidente de Grants Crusade Foundation. Esta organización sin fines de lucro apoya a los niños neurodivergentes. La Fundación comenzó en honor a su hijo Grant, que era neurodivergente.